# 朱誼澏
秦敬王朱誼澏（？—1586年）是明朝秦王朱敬鎔之子。他在萬曆三年封世子，萬曆九年襲封秦王。元妃许氏。朱誼澏在萬曆十四年去世，諡號敬，無子，他的弟弟秦肅王朱誼漶繼承他。
| 前任： 父靖王朱敬鎔 | 明秦國國王 1581年－1586年 | 繼任者： 弟肅王朱誼漶 |